# Amastus genoveva
Amastus genoveva là một loài bướm đêm thuộc phân họ Arctiinae, họ Erebidae.